# Walther Rathenau
Walther Rathenau (Berlino, 29 settembre 1867 – Berlin-Grunewald, 24 giugno 1922) è stato un politico e imprenditore tedesco, Ministro degli Esteri della Repubblica di Weimar dal 1º febbraio 1922 fino al 24 giugno dello stesso anno quando venne ucciso da alcuni membri dell'Organizzazione Consul.

## Famiglia

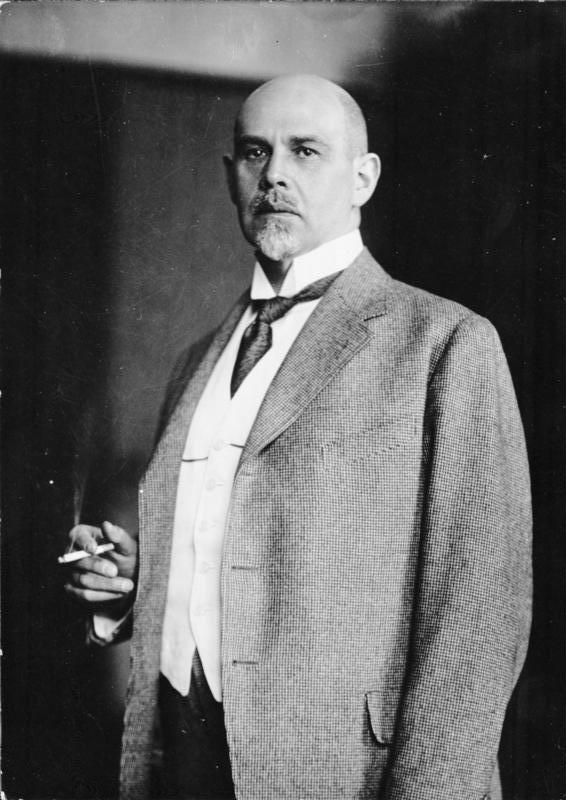
Walter Rathenau nel 1921

Rathenau nacque a Berlino, figlio di Emil Rathenau, un importante uomo d'affari di origini ebraiche, fondatore della società Deutsche Edison-Gesellschaft, trasformata poi, nel 1887, in Allgemeine Elektrizitäts-Gesellschaft (AEG) e di Mathilde Nachmann, figlia di un banchiere di Francoforte. Studiò fisica, chimica e filosofia a Berlino e Strasburgo, per poi continuare negli studi di ingegneria meccanica e chimica al Politecnico di Monaco. Nel 1892 Rathenau lavorò come ingegnere alla Aluminium-Industrie AG in Svizzera.
Nel 1893, in qualità di amministratore delegato, è messo a capo dello sviluppo di una società elettromeccanica che il gruppo AEG aveva appena fondato, la Elektrochemischen Werke Bitterfeld. Nel 1899 entra nel consiglio di amministrazione della AEG, diventando un industriale di punta dell'ultimo periodo dell'Impero tedesco e dell'inizio della Repubblica di Weimar. Rathenau viene considerato l'ispiratore del personaggio di Arnheim, l'industriale tedesco de L'uomo senza qualità di Robert Musil.

## Carriera politica
Rathenau fu uno dei principali propositori della politica di assimilazione degli ebrei tedeschi. Egli sostenne che gli ebrei dovevano opporsi sia al sionismo che al socialismo, e che dovevano invece integrarsi nella corrente principale della società tedesca. Questo, disse, avrebbe finalmente portato alla scomparsa dell'antisemitismo. La sua posizione non gli evitò di diventare una figura odiata, messa in caricatura come l'archetipo del capitalista ebreo, dai militanti dei movimenti antisemiti tedeschi.
Agli inizi della prima guerra mondiale Rathenau creò e diresse il KRA, acronimo del Kriegsrohstoffsabteilung (Dipartimento per l'approvvigionamento delle materie prime per uso bellico) presso il Ministero della guerra; poco dopo divenne presidente della AEG, alla morte del padre nel 1915. Egli giocò un ruolo chiave nel mettere in marcia l'economia tedesca per la produzione bellica, permettendo alla Germania di continuare lo sforzo bellico per quattro anni, nonostante l'acuta penuria di forza lavoro e di materie prime.
Dopo la guerra Rathenau, politicamente un liberale moderato, fu uno dei fondatori del Partito Democratico Tedesco (DDP). Egli respinse l'ondata di pensiero socialista che spazzò la Germania dopo lo shock della sconfitta e della rivoluzione, opponendosi alla statalizzazione dell'industria e sostenendo una maggiore partecipazione degli operai nella gestione delle imprese. Le sue idee furono influenti nei governi del dopoguerra.

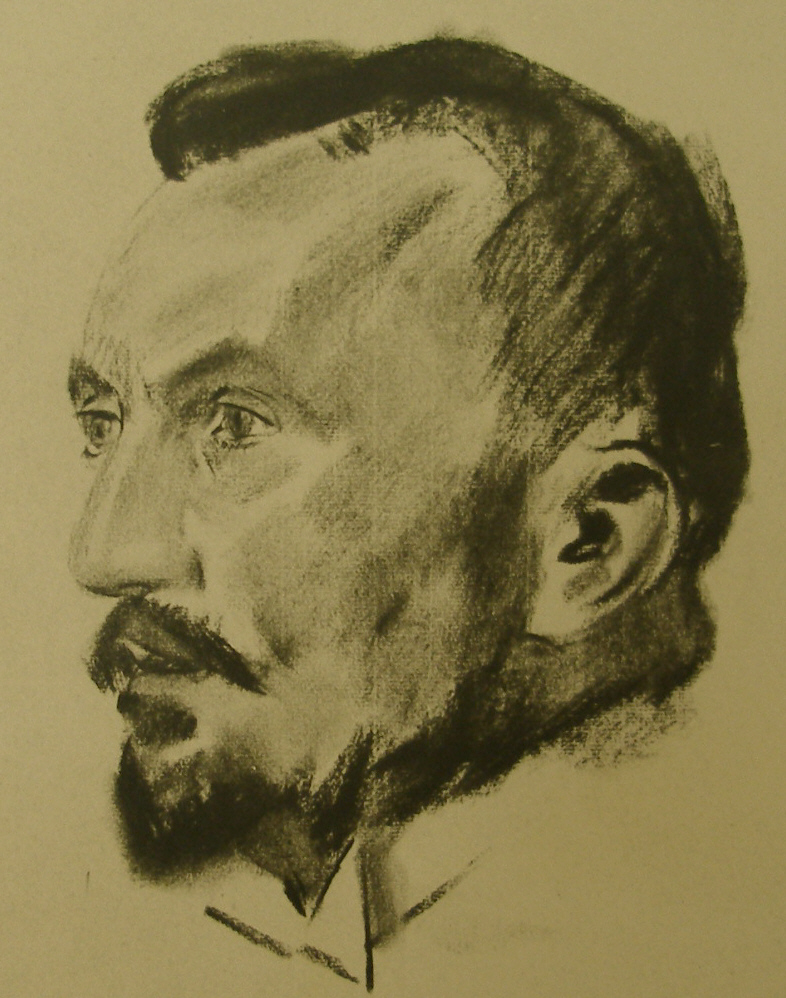
Ritratto di Rathenau, a opera di Hermann Burte

Nel 1921 Rathenau venne nominato Ministro della Ricostruzione, e nel 1922 divenne Ministro degli Esteri. La sua insistenza sulla necessità che la Germania adempisse agli obblighi del Trattato di Versailles, lavorando al tempo stesso per una revisione dei suoi termini, fece infuriare i nazionalisti tedeschi. Questi si infuriarono ulteriormente quando Rathenau negoziò con l'Unione Sovietica il Trattato di Rapallo. I capi dell'ancora oscuro Partito Nazista e di altri movimenti di estrema destra sostennero che facesse parte di una «cospirazione giudaico-comunista».

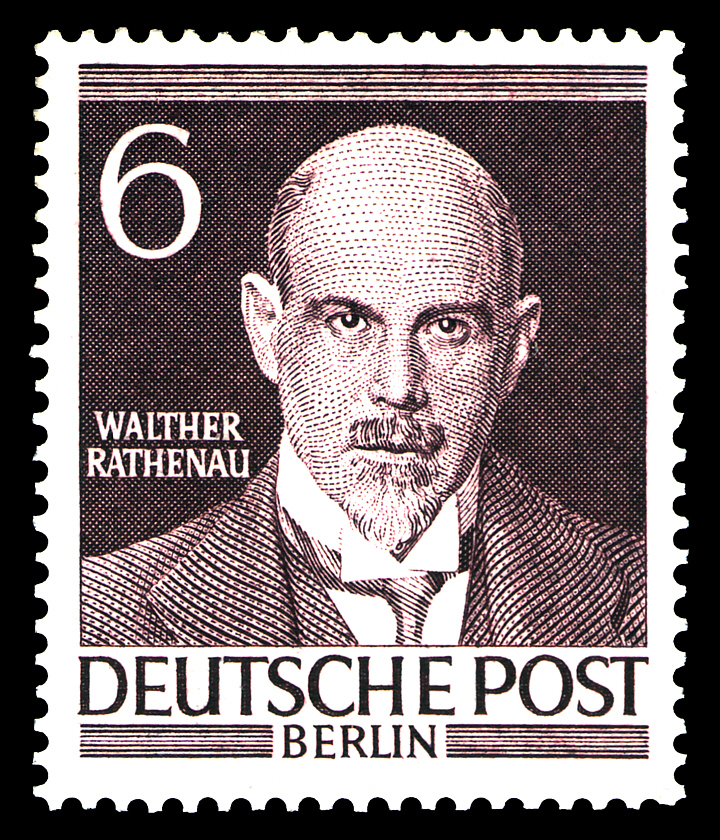
Le poste tedesche nel 1952 hanno onorato la memoria di Rathenau con l'emissione di una serie di francobolli a lui intitolata

## Pensiero politico. Walter Rathenau e Mussolini
Renzo De Felice lo considerò un precursore del movimento fascista. Il politico britannico Robert Boothby scrisse di lui: «Fu qualcosa che solamente un ebreo tedesco poteva essere simultaneamente: un profeta, un filosofo, un mistico, uno scrittore, uno statista, un magnate dell'industria del più alto ordine e grado, e il pioniere di quella che è diventata nota come razionalizzazione industriale».
Infatti, nonostante il suo desiderio di cooperazione economica e politica tra la Germania e l'Unione Sovietica, Rathenau rimase scettico nei confronti dei metodi sovietici. Nel suo Kritik der dreifachen Revolution (Critica della tripla rivoluzione), egli annotava:
Celebre la sua risposta agli azionisti della Norddeutscher Lloyd, i quali avanzavano lamentele sul fatto di non aver conseguito gli utili sperati dal loro investimento azionario:
Da allora l'espressione "i battelli del Reno" ha assunto il significato di interesse sociale, in una concezione di oggettivizzazione della impresa dove l'interesse degli azionisti è qualche cosa di distinto, e qualche volta contrapposto, all'interesse dell'impresa in sé.
Singolari le sue opinioni sulla purezza della razza espresse nel libro Nei giorni a venire dove sostiene che la preminenza della nobiltà si esercitava fra l'altro in virtù di una superiore bellezza fisica e che la decadenza della classe aristocratica nonché la caduta dell'Impero Romano erano state causate (anche?) dalla mescolanza fra le razze dei dominatori con quelle dei soggetti ("la mescolanza del ceppo razziale"; di lì in poi, venne la commistione delle razze e la caduta del potere romano").
In un altro passo definisce la condizione del moderno proletariato urbano come la "condizione primitiva in cui si trovano le razze inferiori che popolano le nostre frenetiche grandi città".

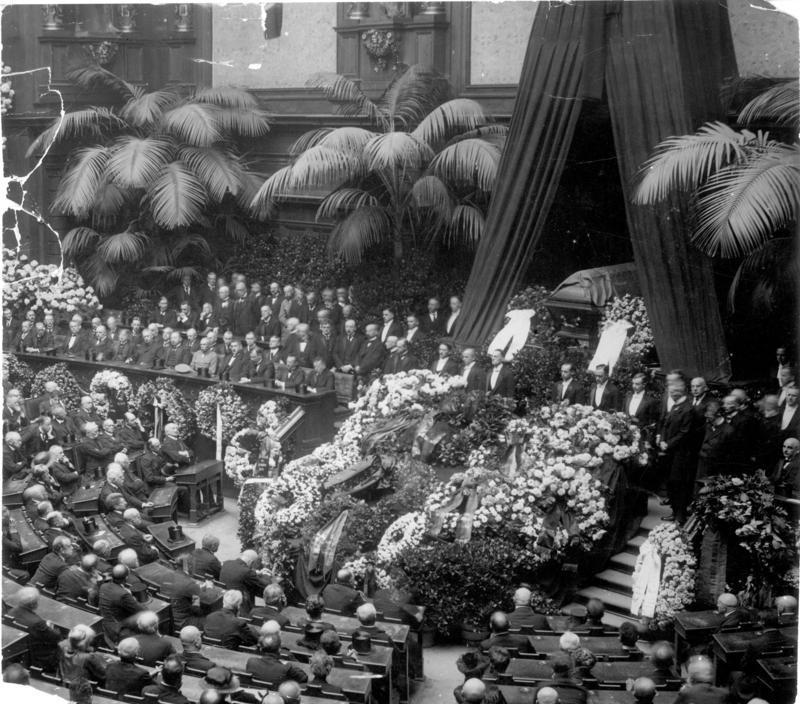
La bara di Rathenau nell'aula del Reichstag, in occasione dei suoi funerali

Tra le soluzioni più strettamente economiche al malessere dei tempi moderni, il Rathenau propone la fine dell'idea di ereditarietà dei beni e una tassazione fortissima sui generi di lusso ("In alcuni settori queste tasse devono essere praticamente proibitive").
Secondo Sergio Romano, che molto si basa sul metodo del De Felice storico di Mussolini "il duce",
Walter Rathenau (1867-1922) fu una delle più interessanti personalità tedesche del primo Novecento. Nacque in una famiglia ebrea che creò una grande industria elettrica (Aeg), presente anche in Italia prima della Grande guerra. Ma fu attratto dall’economia, dalla sociologia, dalla filosofia e pubblicò saggi che ebbero grande notorietà. Durante la guerra mise le sue capacità al servizio del Paese e divenne il supremo regista dello sforzo bellico tedesco adottando metodi di programmazione e organizzazione che furono ammirati e imitati sia dagli Alleati, sia da Lenin durante la fase del «socialismo di guerra». Dopo la sconfitta partecipò alla creazione della Repubblica di Weimar, divenne ministro degli Esteri e fu, con Georgij Cicerin, l’autore di un trattato, stipulato a Rapallo dietro le spalle degli Alleati, che dette il via alla collaborazione industriale e militare tra la Germania e la Russia sovietica. Venne ucciso pochi mesi dopo da un commando di nazionalisti antisemiti che avrebbero dovuto essergli grati per l’amor di patria e lo straordinario talento con cui questo «non ariano» aveva servito la Germania in guerra e dopo la sconfitta.
Mussolini lo vide al lavoro durante la conferenza internazionale di Cannes del gennaio 1922 e ne fu molto colpito. Era quello il periodo in cui il fondatore del movimento fascista recitava contemporaneamente la parte del giornalista e dell’uomo politico. Andava alle conferenze internazionali per inviare corrispondenze al Popolo d’Italia, di cui era direttore, ma anche per farsi vedere e conoscere. Due mesi dopo, durante un viaggio in Germania, chiese un incontro con Rathenau al ministero degli Esteri ed ebbe con lui una lunga conversazione. Nella sua corrispondenza al Popolo d’Italia, sotto la data del 14 marzo, descrisse «un uomo alto, sottile, dal volto fine e delicato che rivela la sua appartenenza alla razza antica e travagliata ». Nella prima parte della conversazione Rathenau volle sapere che cosa fosse precisamente il fascismo italiano e Mussolini gli rispose assicurandolo, tra l’altro, che il suo movimento non aveva nulla a che vedere con l’Orgesch tedesco (una organizzazione paramilitare bavarese, nazionalista e antisemita, fondata nel 1920) «le cui analogie con il fascismo sono puramente incidentali e niente affatto programmatiche e ideali».
Un mese dopo, durante la conferenza di Genova, Mussolini, ancora in veste di giornalista, descrisse il patto russo-tedesco come una sorta di bomba diplomatica, al tempo stesso preoccupante e straordinariamente abile. Il 25 giugno, infine, dedicò a Rathenau, ucciso il giorno prima, un necrologio pieno di lodi per il suo lavoro e per il patriottismo dell’ebraismo tedesco. Parecchi anni dopo, infine, durante una delle sue numerose conversazioni con un giornalista che gli era devoto (Yvon de Begnac) disse che Rathenau aveva ispirato in lui «interesse, rispetto, simpatia». La parola «affinità» nell’articolo da lei citato, caro Pispoli, mi sembra quindi fuori luogo. Ma l’ammirazione di Mussolini per Rathenau è evidente. 

## L'assassinio di Walter Rathenau
Il 24 giugno 1922 Rathenau venne assassinato da due ex ufficiali dell'esercito tedesco, Erwin Kern e Hermann Fischer appartenenti all'Organizzazione Consul. Una lapide commemorativa sulla Königsallee a Berlino-Grünewald ricorda il crimine. Un ruolo nell'organizzazione dell'assassinio lo ebbe un ex militare dei Freikorps, Ernst von Salomon, in seguito scrittore, che contesta il fatto che l'antisemitismo abbia avuto una benché minima parte in questo assassinio.
L'assassinio di Rathenau potrebbe aver influenzato significativamente lo sviluppo politico ed economico a lungo termine dell'Europa. Fu certamente un primo segno dell'instabilità e della violenza che avrebbero infine distrutto la Repubblica di Weimar. Lo scrittore britannico Morgan Philips Price scrisse:

## Opere
- 1902 Impressionen;
- 1908 Reflexionen;
- 1912 Zur Kritik der Zeit;
- 1913 Zur Mechanik des Geistes;
- 1917 Von kommenden Dingen;
- 1918 An Deutschlands Jugend;
- 1919 Die neue Wirtschaft;
- 1919 Die neue Gesellschaft;
- 1919 Der neue Staat;
- 1919 Der Kaiser;
- 1919 Kritik der dreifachen Revolution;
- 1920 Was wird werden;
- 1924 Gesammelte Reden;
- 1926 Briefe, 2 volumi;
- 1927 Neue Briefe;
- 1928 Nachegelassene Schriften, 2 volumi;
- 1929 Politische Briefe;
- 1929 Gesammelte Schriften, 6 volumi.

### Traduzioni italiane
- L'Economia Nuova a cura di G. Luzzatto, Bari 1919 (nuova ed. con introduzione di L. Villari, Torino 1976)
- La realtà della società per azioni, in "Rivista delle società", 1960, con una presentazione di L. Mengoni e A.Mignoli
- La meccanizzazione del mondo, trad. parz. di Zur Kritik der Zeit in T. Maldonado, Tecnica e cultura. Il dibattito tedesco fra Bismark e Weimar, Milano 1979
- Lo Stato Nuovo, La Società Nuova, Lavoro in W. Rathenau, Lo Stato Nuovo e altri saggi, a cura di R. Racinaro, Napoli 1980
- Cosa accadrà?, Sviluppo democratico, Politica della produzione, L'apice del capitalismo, in M. Cacciari, W. Rathenau e il suo ambiente. Con una antologia di scritti e discorsi politici 1919-1921, Bari 1979
- Scritti talmudici, a cura di V. Valbonesi, in "Quaderni di Studi Indo-Mediterranei", 2 (2009)
- Meccanica dello spirito, a cura di Vincenzo Pinto, Torino, Nino Aragno, 2021

## Walther Rathenau nella cultura
La figura di Rathenau ha esercitato un notevole interesse su vari scrittori, a titolo di esempio si vedano i romanzi seguenti, recentemente riproposti dall'editoria italiana:
- R. Musil, L'uomo senza qualità, trad. it., Einaudi, Torino 2005
- G. Morselli, Contro-passato prossimo, Adelphi, Milano 2005

### Saggi in italiano
Il pensiero di Rathenau ha conosciuto un certo revival d'interesse in Italia negli anni '70, quando se ne sono occupati eminenti studiosi come L. Villari, T. Maldonado, M. Cacciari, R. Racinaro (v. sopra paragrafo relativo alle traduzioni). Si segnala inoltre un ulteriore filone d'interesse nell'ambito degli studi giuridici d'impresa, a partire da vari interventi di L. Mengoni, A. Mignoli, Bruno Visentini e, più recentemente, di Guido Rossi e Giulio Tremonti.
L'unica monografia dedicatagli in italiano è:
- V. Valbonesi (a cura), Dall'economia dell'anima all'anima dell'economia. Saggi su Walther Rathenau, Unipress, Padova 1992 (con ampia bibliografia ragionata) che contiene i seguenti contributi: Vally Valbonesi, Deutschtum e Judentum in W. Rathenau; Carlo Accenso, Dall'economia di guerra al Capitale-Piano. Il "governo dell'economia" negli scritti di W. Rathenau tra la Grande Guerra e la ricostruzione, fondamentale per la ricostruzione del pensiero economico.

Si segnala inoltre:
- C. Saccone, Economia e Stato in W. Rathenau, dissert., Università di Padova 1987
- C. Luigi Saccone, Il Capitale-Piano, da Rathenau a Lenin, Centro Essad Bey, Centro Essad Bey - CreateSpace IPP, Charleston 2015 (1ª ed. ebook,  Amazon - Kindle Edition, 2012).

### Biografie
- H. Kessler, Walther Rathenau, trad. it., Mulino, Bologna 1995